# Isole Kermadec
Le isole Kermadec (/kərˈmædɛk/, in māori: Rangitāhua) sono un arcipelago che forma un arco di isole nell'Oceano Pacifico meridionale. Amministrativamente le isole formano parte della Nuova Zelanda sin dal 1887.
Le isole si trovano tra i 29° e 31,5° di latitudine sud e tra 178° e 179° di longitudine ovest, 800–1000 km a nordest dell'Isola del Nord (uno dei due corpi isolani maggiori della Nuova Zelanda), e a una distanza simile a sudovest di Tonga.

## Geografia
Il gruppo include quattro isole maggiori (tre di queste potrebbero essere considerati gruppi di isole, dal momento che le rispettive isole principali hanno piccole isole satelliti) e qualche scoglio isolato, indicate da nord verso sud. Le isole sono:
- Raoul, nota anche come Sunday Island, è di gran lunga la maggiore delle Kermadec Islands. Raoul si trova alle 29°15′59″S 177°55′10″W, 900 km a sud-sudovest di 'Ata, l'isola più meridionale dell'arcipelago Tonga, a 1100 km NNE dalla Nuova Zelanda, e ha un'area di 29,38 km² con numerose piccole isole satellite. La massima altezza è il picco Moumoukai, alto 516 m.
- Macauley, la seconda maggiore (si trova alle 30°14′S 178°26′W, 110 km SSE dall'isola Raoul, la sua massima altura è il Mount Haszard con elevazione di 238 m, area di 3,06 km² ed una piccola isola satellite: Haszard Island)
  - Lo scoglio "Macdonald Rock", si trova 4 km a nord di Macauley Island alle 30°11′S 178°26′W[1]
- Isola Curtis, la terza maggiore isola dell'arcipelago (30°32′32″S 178°33′39″W, 35 km SSE di Macauley Island, massima elevazione di 47 m, area di 0,59 km², vicina all'isola Cheeseman)[2]

L'area totale delle isole Kermadec è di 33,08 km². Sono disabitate, ad eccezione della stazione meteorologica (e ripetitore radio) Raoul Island Station, operata dal governo della Nuova Zelanda, dotata anche di un ostello per ufficiali e volontari del "Department of Conservation" che viene mantenuto sin dal 1937 sulle terrazze a nord di Raoul Island, 50 metri sopra i faraglioni di Fleetwood Bluff. La stazione Raoul Island è l'avamposto più a nord della Nuova Zelanda.
Il clima delle isole è subtropicale, con una temperatura media mensile di 22,4 °C a febbraio e di 16,0 °C in agosto. Le precipitazioni piovose ammontano a circa 1.500 mm annui, con un periodo relativamente asciutto da ottobre a gennaio.

### Geologia
Le isole Kermadec sono un arco di isole vulcaniche, che si trovano al punto di incontro tra la placca pacifica che si inabissa sotto la placca indo-australiana. La placca del Pacifico, in subduzione ha creato la fossa delle Kermadec, una fossa oceanica profonda 8 km, ad est delle isole. Le isole sono le maggiori elevazioni del Kermadec Ridge, che corre a sudovest delle isole verso l'Isola del Nord della Nuova Zelanda e nordest verso Tonga (Dorsale delle Tonga-Kermadec).
Le 4 isole maggiori sono picchi vulcanici che si innalzano dal fondo marino. Esistono altri picchi vulcanici nella catena, che non raggiungono la superficie marina, ma formano dei seamount con picchi profondi tra 65 e 1.500 m. Il Monowai Seamount, con una profondità di 120 m, si trova a metà strada tra Raoul Island e Tonga. La dorsale sottomarina infine si collega alla White Island nella Baia dell'Abbondanza della Nuova Zelanda, all'estremo nord della Taupo Volcanic Zone.
Le isole di Raoul e Curtis sono entrambe vulcani attivi. Quelli sulle altre isole sono attualmente spenti e le isole più piccole sono i resti erosi di vulcani estinti.

## Foresta umida subtropicale delle isole Kermadec
Queste isole sono riconosciute dagli ecologi come ecoregioni distinte, le foreste subtropicali umide delle isole Kermadec. Sono foreste a foglia ampia tropicali e subtropicali, parte della ecozona oceanica. Le foreste sono dominate dalla pianta Metrosideros kermadecensis, dai fiori rossi, correlata alla Pōhutukawa (M. excelsa) della Nuova Zelanda. Le Kermadec non hanno mammiferi nativi, ma danno rifugio a molti uccelli marini che nidificano tra le foreste.

## Storia
All'arrivo degli europei le isole erano disabitate ma erano state occupate da polinesiani maori forse nel X o al più tardi XIV. L'arcipelago prende il nome dal navigatore francese Jean-Michel Huon de Kermadec che le scoprì nel 1791-1793 al comando della nave Espérance, che faceva parte della spedizione di Antoine Bruni d'Entrecasteaux. I primi europei, inizialmente membri della famiglia Bell, abitarono l'isola dai primi del Novecento fino al 1937, come cacciatori di balene. Una delle figlie di Bell, Elsie K. Morton, raccontò l'esperienza nelle sue memorie, Crusoes of Sunday Island. Attualmente sull'isola di Raoul si trovano una stazione radio e meteorologica governativa e un ostello per gli ufficiali e volontari. 

### Terremoto del 2006

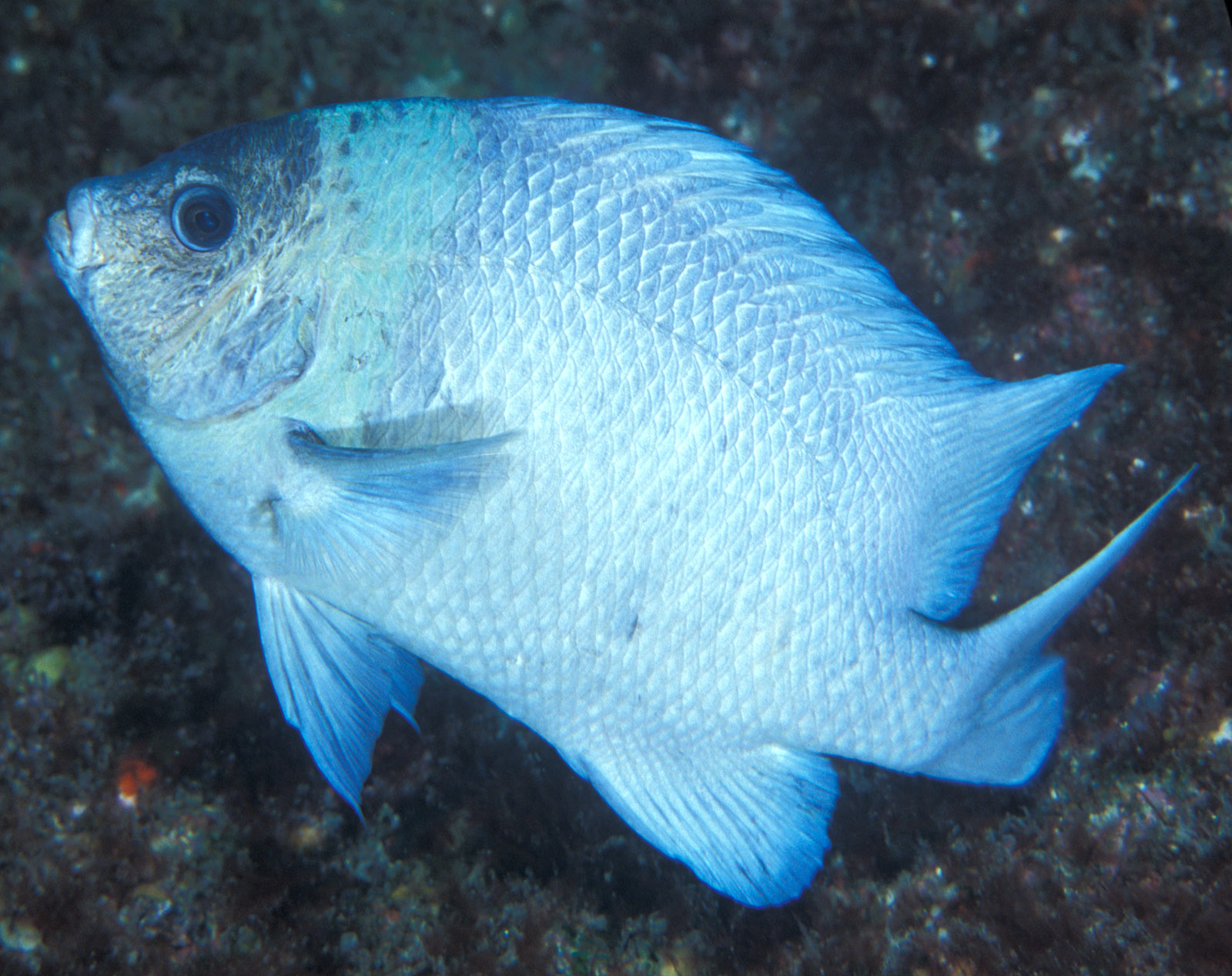
Parma kermadecensis (Scalyfin) delle Kermadec - parte del ricco biotopo marino dell'arcipelago

Il 16 maggio 2006, alle 22:39, ora locale, un terremoto di magnitudine 7,6 colpì la regione fino a farsi sentire in località lontane come Christchurch.

### Terremoto del 2023
Il 24 aprile 2023, alle 12:41, ora locale, un terremoto di magnitudine 7,3 con epicentro a 33 km di profondità colpì nuovamente la regione.

## Conservazione
Le isole Kermadec sono rinomate per le loro colonie di uccelli (minacciate da topi e gatti introdotti dagli abitanti), e spesso si trovano folte colonie di uccelli negli isolotti al largo, al sicuro da murini e felini. Esistono anche alcune piante esotiche invasive.
Le visite alle isole vengono limitate dal "Department of Conservation". Il dipartimento permette visite a Raoul da parte di volontari che assistono nel recupero ambientale e in progetti di monitoraggio, e sono ammessi studiosi di materie naturalistiche. Le visite alle altre isole sono limitate al personale impegnato nello studio scientifico delle isole.